# 1月4日
1月4日是公历（平年）一年中的第4天，离全年的结束还有361天（闰年则是362天）。

## 大事记

### 19世紀以前
- 1493年：克里斯托弗·哥伦布離開新大陆，結束他的第一次航行。
- 1698年：英格兰国王在伦敦的主要居所怀特霍尔宫发生火灾，大部分建筑因而遭到烧毁。
- 1717年：荷蘭共和國、法蘭西王國和大不列顛王國在海牙組成對抗西班牙的三國同盟。

### 19世紀
- 1853年：被賣為奴隸的非裔美國人所羅門·諾薩普重獲自由，其口述回憶錄成為描述奴隸制度的代表性著作。
- 1884年：英国青年知识分子在伦敦成立费边社，主张透过渐进改良方式走向社会主义。
- 1896年：猶他領地加入美國聯邦成為美國第45個州猶他州。

### 20世紀
- 1901年：杨儒就交收东三省事与俄罗斯谈判。
- 1917年：蔡元培就任北京大学校长。
- 1918年：蘇維埃俄國、法國、瑞典、德意志帝國宣布承認芬蘭獨立。
- 1921年：沈雁冰、郑振铎等发起成立文学研究会。
- 1932年：印度国大党被英国当局宣布为非法，甘地入狱。
- 1935年：中国工农红军突破乌江。
- 1936年：美國音樂雜誌《告示牌》首次公布音樂榜單，後來成為西洋音樂界重要的評比依據。
- 1941年：皖南事变。
- 1942年：哈尔滨王岗区满洲国飞行队起义。[1]
- 1944年：苏军第一次越过波苏边界。
- 1948年：缅甸正式脱离大英帝国的殖民统治独立，苏瑞泰和吴努成为首任总统和总理。
- 1951年：在朝鲜战争第三次战役中，中國人民志願軍與朝鮮人民軍越過漢江，占領南韓首都漢城。
- 1960年：欧洲自由贸易联盟成立。
- 1969年：為香港供水問題，決定在西貢興建萬宜水庫。
- 1969年：消除一切形式種族歧視國際公約生效。
- 1970年：中國雲南省通海縣發生Ms 7.5地震，造成至少15,000人死亡。
- 1976年：自由亞齊運動於芬蘭共和國首都赫爾辛基成立，主張以武力爭取亞齊脫離印尼獨立。
- 1977年：英國龐克搖滾樂團性手槍在希斯洛機場的猥褻破壞行為，促使唱片公司EMI終止與他們的合約。
- 1981年：长江葛洲坝截流工程合龙。
- 1985年：美國政府正式批准星戰計畫，以防止敵對國家對美國及其盟國發動的核子武器攻擊。
- 1989年：第二次锡德拉湾事件发生。
- 1992年：中国与乌克兰、塔吉克斯坦建交。

### 21世紀
- 2004年：美国国家航空航天局火星探测漫游者计划中的精神号火星探测车在火星表面成功着陆。
- 2006年：以色列总理沙龙突发中风被送医院抢救，副总理奥尔默特代行总理职权。
- 2007年：第110屆美國國會選出加州第八選區民主黨籍議員南希·佩洛西為眾議院議長，成為美國史上首位女性眾議院議長。
- 2010年：位於阿拉伯聯合大公國杜拜大公國首都杜拜的摩天大樓哈里發塔正式啟用，為世界上最高的人造結構物。
- 2011年：世界銀行集團下轄的國際復興開發銀行在香港首次發行人民幣債券。
- 2017年：在科威特埃米爾建議下，沙特阿拉伯王國、埃及阿拉伯共和國、阿拉伯聯合大公國及巴林王國等國家恢復與卡達國外交關係，卡達外交危機緩解。
- 2019年：中華民國立法院通過《憲法訴訟法》並引入法院之友、裁判憲法審查等制度，有著27年歷史的《司法院大法官審理案件法》走入歷史。
- 2020年：新加坡三巴旺溫泉公園由國家公園局重新開發後重新開放。
- 2021年：隨著《憲法訴訟法》的實施，解決了懸宕29年的憲法法庭對於審理中華民國總統、副總統彈劾案件無法律可用之情境，同日大法官會議宣告解散。

## 出生
- 1077年：宋哲宗赵煦，北宋皇帝。（1100年逝世）
- 1334年：阿梅迪奥六世，義大利薩伏依伯爵。（1383年逝世）
- 1710年：乔瓦尼·巴蒂斯塔·佩尔戈莱西，義大利作曲家，義大利喜劇歌劇先驅。（1736年逝世）
- 1785年：雅各布·格林，德国法学家、作家，《格林童話》作者之一。（1863年逝世）
- 1809年：路易·布莱叶，法國教育家，盲人文字系统布莱叶点字法的发明者。（1852年逝世）
- 1838年：拇指將軍湯姆，美國馬戲團演員、侏儒症患者。（1883年逝世）
- 1848年：桂太郎，日本軍人、政治人物，第11、13、15任內閣總理大臣。（1913年逝世）
- 1856年：威廉·格貝爾，美國政治家，第34任肯塔基州州長。（1900年逝世）
- 1866年：喬爾·梅特卡夫，美國牧師、業餘天文學家。（1925年逝世）
- 1874年：约瑟夫·苏克，捷克作曲家，小提琴家。（1935年逝世）
- 1882年：梅津美治郎，日本陸軍參謀總長，第二次世界大戰甲級戰犯。（1949年逝世）
- 1889年：夢野久作，日本推理小說家。（1936年逝世）
- 1893年：馬克斯·克萊伯，瑞士生物學家。（1976年逝世）
- 1893年：皆川米子，日本人瑞，享嵩壽114歲221天。（2007年逝世）
- 1895年：里洛易·格鲁门，美國工業家和航空學工程師，格魯門公司創始人。（1982年逝世）
- 1896年：陈潭秋，中国政治人物。（1943年逝世）
- 1898年：陳誠，中華民國軍事、政治人物。（1965年逝世）
- 1902年：廖繼春，台灣畫家。（1976年逝世）
- 1913年：马列托亚·塔努马菲利二世，萨摩亚終身國家元首。（2007年逝世）
- 1919年：萊斯特·沃爾夫，美國民主黨前眾議院議員。（2021年逝世）
- 1922年：山田風太郎，日本小說家。（2001年逝世）
- 1931年：克萊奧帕·姆蘇亞，坦尚尼亞政治人物，第3任坦尚尼亞總理。（2025年逝世）
- 1931年：威廉·帕特里克·迪恩，第22任澳大利亞總督。
- 1932年：小林昭七，日本數學家。（2012年逝世）
- 1932年：保羅·維希留，法國文化理論家、都市計畫師、美學哲學家。（2018年逝世）
- 1932年：卡洛斯·索拉，西班牙導演、攝影家。（2023年逝世）
- 1937年：徐鴻志，台湾政治人物。（2018年逝世）
- 1940年：高行健，華裔法國劇作家、小說家、畫家、導演，2000年诺贝尔文学奖得主。
- 1940年：布赖恩·约瑟夫森，英国物理学家，1973年诺贝尔物理学奖得主。
- 1941年：乔治·P·科斯马图斯，希臘導演。（2005年逝世）
- 1941年：李前宽，中國導演、政治人物。（2021年逝世）
- 1943年：黃皙暎，韓國作家、小說家。
- 1944年：子門真人，日本男歌手。
- 1945年：韋薩-馬蒂·洛伊里，芬蘭男演員、音樂家、喜劇演員。（2022年逝世）
- 1945年：理查德·施罗克，美国化学家，2005年诺贝尔化学奖得主。
- 1950年：馮偉林，香港男歌手、演員。
- 1953年：吳德榮，台灣氣象學家、氣象主播。
- 1953年：拿督斯里阿末扎希，马来西亚巫统主席。
- 1953年：菲利普·尼科萊特，瑞士作家
- 1954年：哈蘭·科本，美國暢銷小說作家。
- 1958年：三田紀房，日本漫畫家。
- 1962年：乔·克莱恩，美國前職業籃球運動員。
- 1963年：提尔·林德曼，德國歌手、詩人，德国战车主唱。
- 1963年：邁-布里特·莫澤，挪威心理學家、神經科學家，2014年諾貝爾生理學或醫學獎得主
- 1964年：李玲蔚，中国女子羽毛球运动员。
- 1965年：那州雪繪，日本女性漫畫家。
- 1965年：蔡錦豐，香港體育節目主持人。
- 1965年：伊万·阿达勒，以色列、法國電影導演。
- 1967年：太田雅彥，日本動畫師、動畫演出家、動畫導演。
- 1970年：柳海真，韓國男演員。
- 1972年：姚瑩瑩，香港、新加坡女演員。
- 1973年：丘建威，香港足球運動員、評述員。
- 1973年：杜挺豪，前亞洲電視藝人。
- 1973年：宋恩伊，韓國節目主持人。
- 1974年：邁克爾·尼爾森，澳大利亞量子物理學家、科學作家、電腦程式研究員
- 1976年：泰德·李利，美国棒球运动员。
- 1977年：陳伶俐，香港女演員。
- 1977年：何妤玟，台灣女藝人。
- 1977年：倪雅倫，台灣女藝人、模特兒。
- 1977年：水田龍子，日本女性演歌歌手。
- 1978年：多米尼克·赫巴蒂，斯洛伐克職業網球運動員。
- 1979年：李艾，中國模特兒、主持人。
- 1980年：米格尔·蒙泰罗，葡萄牙足球運動員。
- 1980年：葛瑞格·塞普斯（英语：Greg Cipes），美國配音員。
- 1981年：小原日登美，日本女子摔跤運動員。（2025年逝世）
- 1982年：姜惠貞，韓國女演員。
- 1983年：陳蕊莊，香港殘奧輪椅擊劍運動員。
- 1983年：植村花菜，日本女性創作歌手。
- 1986年：謝淑薇，臺灣女子網球選手。
- 1986年：詹姆斯·米爾納，英格蘭男子足球運動員。
- 1986年：畢拉爾·法拉，摩洛哥裔比利時電影和電視導演
- 1987年：鄧志堅，香港男配音員。
- 1990年：郝劭文，台灣男藝人。
- 1990年：阿爾拔圖·柏路斯基，義大利男子足球運動員。
- 1990年：托尼·克羅斯，德國男子足球運動員。
- 1990年：亚戈·法尔克·席尔瓦，西班牙足球運動員。
- 1990年：露西·莱比，英国护士，因杀害7名婴儿被判处无期徒刑，为英国史上杀害儿童最多的连环杀手。
- 1993年：衛藤美彩，日本女演員、模特兒，女子偶像團體乃木坂46前成員。
- 1993年：尹瑞，韓國女演員。
- 1994年：維克托·阿薩爾森，丹麥男子羽球運動員。
- 1996年：艾瑪·麥基，法國-英國女演員。
- 1997年：謝可寅，中國女子偶像團體THE9成員。
- 1998年：萊薩·索貝拉諾，菲律賓-美國女演員。
- 1999年：奉宰鉉，韓國男子偶像團體Golden Child成員。
- 1999年：揚-尼克拉斯·貝斯特，德國職業足球運動員。
- 2000年：夏之光，中國男子偶像團體X玖少年團、R1SE成員。
- 2001年：妮科麗娜·查契奇，克羅埃西亞女子拳擊運動員。
- 2002年：利彥婷，香港女子跳水運動員。
- 2002年：，北愛爾蘭職業足球運動員。
- 2004年：維克多·文班亞馬，法國職業籃球運動員。
- 2005年：達芙妮·金，西班牙演員。
- 2008年：賴薩·萊亞爾，巴西女子滑板運動員。

## 逝世
- 1752年：加布里尔·克拉默，瑞士數學家。（1704年出生）
- 1781年：詹姆斯·霍根，美國獨立戰爭期間北卡羅萊納殖民地的5位大陸軍將領之一。
- 1877年：康內留斯·范德比爾特，美國工業家、慈善家。（1794年出生）
- 1906年：福地源一郎，日本作家。（1841年出生）
- 1913年：阿尔弗雷德·冯·施里芬，德国軍事家，德國陸軍元帥。（1833年出生）
- 1926年：薩伏依的瑪格麗塔，義大利王后。（1851年出生）
- 1937年：保羅·貝恩克，德國海軍將領。（1869年出生）
- 1941年：亨利·柏格森，法国哲学家，1927年諾貝爾文學獎得主。（1859年出生）
- 1944年：琼·塔特洛克，美国精神科医生，“原子弹之父”罗伯特·奥本海默的婚外女友。（1914年出生）
- 1949年：奥古斯特·普丰特，美国物理学家。（1879年出生）
- 1960年：阿尔贝·卡繆，法國小說家、哲學家、戲劇家、評論家，1957年諾貝爾文學獎得主。（1913年出生）
- 1961年：埃尔温·薛定谔，奥地利物理学家，量子力学奠基人之一，1933年诺贝尔物理学奖得主。（1887年出生）
- 1965年：T·S·艾略特，美裔英國作家，1948年諾貝爾文學獎得主。（1888年出生）
- 1976年：鲁道夫·闵可夫斯基，德裔美国天文学家。（1895年出生）
- 1983年：蔡培火，台灣教育家、政治家。（1889年出生）
- 1991年：三毛，台湾作家。（1943年出生）
- 2005年：岸邊成雄，日本音樂學家。（1912年出生）
- 2006年：马克图姆·本·拉希德·阿勒马克图姆，阿拉伯聯合大公國副總統兼總理，杜拜酋長。（1943年出生）
- 2007年：马雷·维尔容，南非前總統。（1915年出生）
- 2008年：楊官璘，中国象棋棋手。（1925年出生）
- 2010年：山口彊，日本廣島與長崎兩次原爆的倖存者。（1916年出生）
- 2011年：薩爾曼·塔西爾，巴基斯坦政治人物和省長。（1944年出生）
- 2011年：穆罕默德·布瓦吉吉，突尼西亞貧民，其自焚身亡被普遍公認為是阿拉伯之春的起點。（1984年出生）
- 2015年：何振梁，中國奧林匹克委員會名譽主席。（1929年出生）
- 2017年：喬治·普雷特，法國指揮家。（1924年出生）
- 2018年：星野仙一，日本職業棒球運動員，曾任中日龍、阪神虎、東北樂天金鷹等隊的總教練。（1947年出生）
- 2021年：馬丁紐斯·韋爾特曼，荷蘭理論物理學家，1999年諾貝爾物理學獎得主。（1931年出生）
- 2021年：李香琴，香港資深粵劇、影視演員。（1932年出生）
- 2022年：田中慶秋，日本政治家，日本眾議院議員。（1938年出生）
- 2023年：張有興，香港政治人物、商人，首位華人市政局主席（1922年出生）
- 2023年：陸熙炎，中國化學家。（1928年出生）
- 2023年：費伊·韋爾登，英國女作家、散文家、劇作家。（1931年出生）
- 2023年：葛修潤，中國岩石力學工程師。（1934年出生）
- 2023年：武勝，中國核材料與工藝專家。（1934年出生）
- 2023年：劉紹銘，香港作家。（1934年出生）
- 2023年：徐銤，中國快堆技術專家。（1937年出生）
- 2023年：羅西·米特邁爾，德國女子高山滑雪運動員（1950年出生）
- 2023年：沈望傅，新加坡企業家（1955年出生）
- 2024年：邁克·薩德勒，英國陸軍軍官，最後一位逝世的特種空勤團首批士兵（1920年出生）
- 2024年：司馬中原，臺灣小說作家（1933年出生）
- 2024年：篠山紀信，日本攝影師（1940年出生）
- 2025年：克洛德·阿萊格爾，法國政治人物、科學家（1937年出生）

## 節假日和習俗
- 世界點字日
- 安哥拉：殖民烈士镇压日
- 瑞士：婦女掌權日
- 刚果民主共和国：烈士纪念日
- 緬甸：独立日
- 奈及利亞（奥戈尼民族）：奥戈尼民族节